# Reagan Foxx
Reagan Foxx (Scottsdale, 12 aprile 1970) è un'attrice pornografica statunitense.

## Carriera
Nata nel Kentucky come figlia unica in una famiglia cristiana di stampo conservatrice, si è trasferita in Arizona dove vive da oltre 20 anni.
Prima di dedicarsi al porno, ha lavorato come cacciatore di teste nell'ambito di mutui e finanza, sviluppando diverse capacità nel settore bancario e nella gestione degli immobili. A seguito della crisi finanziaria di 2008 e sempre più insoddisfatta del proprio lavoro, decide di cambiare vita diventando nel giugno 2011 una camgirl.
Nel 2016 a 46 anni ha deciso di entrare nell'industria cinematografica pornografica, e quindi è stata etichettata come una MILF.
La sua prima scena è stata di sesso lesbico accanto a Jodi West per gli studi Forbidden Fruits Film. Poche settimane più tardi ha girato la prima scena con un uomo con Cody Steele.
Come attrice ha lavorato per numerose case di produzione come Reality Kings, Brazzers, Penthouse, Girlfriends Film, Forbidden Fruits Film, 3rd Degree, Zero Tolerance, Hard X, Pure Play Mezza, Pure Taboo, Naughty America, Diabolic Video, Wicked o Evil Angel.
Nel novembre 2017, pochi mesi dopo la sua entrata nell'industria del porno, ha ricevuto le prime nomination nel settore nei Premi AVN e XBIZ nella categoria Miglior Attrice MILF.

## Vita privata
In una intervista ha dichiarato di avere due figlie.

## Filmografia parziale
- Best in the Biz (2016)
- Lesbian Legal 10 (2016)
- Ms Maturity (2016)
- My Husband Is Right Outside... (2016)
- Never Marry A Milf (2016)
- Too Hot To Handle (2016)
- Big Tit Cougars (2017)
- Evil MILFs 3: Slutty Stepmoms (2017)
- Family Holiday (2017)
- Flixxx: Don't Wake Daddy (2017)
- Flixxx: Meet The Nudists 2 (2017)
- Hard At Work 2 (2017)
- Hot MILF For His Birthday (2017)
- Hot MILF Reagan Loves Cock Live (2017)
- How I Fucked Your Mother (2017)
- Kendra Lust Loves Big Titty MILFs 2 (2017)
- My First Sex Teacher 22235 (2017)
- My Son Banged My Wife 2 (2017)
- Our Latin Babysitter (2017)
- Reagan Foxx and Christina Carter - Reckless Abandon (2017)
- Reagan Foxx and Christina Carter - Reckless Abandon 2 (2017)
- Reagan Foxx and Raven Hart 3 (2017)
- Reagan Foxx and Raven Hart 4 (2017)
- Shy Mom's First Squirt (2017)
- Teaching Her To Suck Cock (2017)
- Big Booty Mamas (2018)
- Boss Lady 2 (2018)
- Caught By The Cop (2018)
- Cougar Orgy (2018)
- Dovefucking 101 (2018)
- Feeling Up The Fashion Girl (2018)
- Fuck Me Silly 3 (2018)
- Get In Her End Zone (2018)
- Getting Milf Handled (2018)
- Harder Faster Milfier (2018)
- High School Reunion (2018)
- I'm A Total MILF (2018)
- Lesbian Adventures: Wet Panties Trib 8 (2018)
- Like Mother, Like Daughter (2018)
- Mommy and Auntie (2018)
- Mommy Needs A MANicure (2018)
- She's Older and Bolder (2018)
- Squirting Cougars (2018)
- Stepmother Stepson Bonding (2018)
- Almost Getting Caught (2019)
- Battle Of The Bosses (2019)
- Bod Of A Demigoddess (2019)
- Bronzing In The Batter's Booth (2019)
- Daughter On Display (2019)
- Face Sitting: It's A Girlfriend's Thing (2019)
- Is It Wrong She's My Stepmom 2 (2019)
- Lonely Wives Club (2019)
- MILF's Love Younger Men (2019)
- MILF Son Swap (2019)
- Reagan Foxx and Her Girlfriends (2019)
- RK Prime 18 (2019)
- What Size Are You (2019)
- Another Crazy Idea Of Yours.. (2020)
- Big Tit MILF Next Door 2 (2020)
- Cougar Queen (2020)
- Devious Moms (2020)
- Exit 118 (2020)
- I Love Yoga (2020)
- Lesbian Revenge 3 (2020)
- Lil Humpers 6 (2020)
- Mommies' Boy (2020)
- More Than Just Roommates (2020)
- Oral Experiment - Reagan Foxx and Abigail Mac (2020)
- Step-Mommy's Having An Affair (2020)
- That Which She Hates Most (2020)
- Cuck Wives Creampied (2021)
- Dirty Masseur 21 (2021)
- Family Pies 11 (2021)
- I Have a Wife 26495 (2021)
- Lesbian Crime Stories 5 (2021)
- Lesbian Legal 19 (2021)
- Mommy's Boy (2021)
- Rent A Pornstar: Rival Roomies (2021)
- U.S. Cheating Bored MILF (2021)
- Big Cock Bully 30870 (2022)
- Heat Wave 2 (2022)
- Heat Wave II (2022)
- Stepmother Knows Best (2022)

## Riconoscimenti
- AVN Awards
  - 2018 – Candidatura per MILF Performer of the Year[10]
  - 2019 – Candidatura per Best Three-Way Sex Scene – Boy/Boy/Girl per The Possession of Mrs Hyde
  - 2019 – Candidatura per MILF Performer of the Year[11]
  - 2020 – Candidatura per MILF Performer of the Year
  - 2020 – Candidatura per Hottest Milf (Fan Award)
  - 2021 – Candidatura per MILF Performer of the Year[12]
  - 2021 – Candidatura per Hottest Milf (Fan Award)
  - 2022 – Candidatura per MILF Performer of the Year[12]
- XBIZ Awards
  - 2023 - MILF Performer of the Year[13]
  - 2018 - Candidatura per MILF Performer of the Year[14]
  - 2019 – Candidatura per Best Sex Scene — Couples-Themed Release per High School Reunion con Ryan Mclane[15]
  - 2019 – Candidatura per MILF Performer of the Year[15]
  - 2020 – Candidatura per Best Sex Scene — Taboo-Themed per Like Mother, Like Daughter con Brad Newman e Alina Lopez[16]
  - 2020 – Candidatura per MILF Performer of the Year[16]
  - 2021 – Candidatura per MILF Performer of the Year[17]
  - 2022 – Candidatura per MILF Performer of the Year[18]

XBIZ Cam Awards
- 2021 – Candidatura per Best MILF Premium Social Media Star[19]

XCritic Awards
- 2020 – Candidatura per Best MILF Performer[20]
- 2021 – Candidatura per Best MILF[21]

XRCO Awards
- 2019 – Candidatura per MILF of the Year[22]
- 2020 – Candidatura per MILF of the Year[23]
- 2021 – Candidatura per MILF of the Year[24]

Nightmoves
- 2018 – Candidatura per Best MILF Performer
- 2019 – Candidatura per Best MILF

Spank Bank Awards
- 2019 – Candidatura per Magnificent MILF of the Year[25]
- 2020 – Candidatura per Magnificent MILF of the Year[26]
- 2020 – Candidatura per Buxom Beauty of the Year[26]